# Anonyx magnus
Anonyx magnus är en kräftdjursart som beskrevs av Gurjanova 1962. Anonyx magnus ingår i släktet Anonyx och familjen Uristidae. Inga underarter finns listade i Catalogue of Life.